# Jürgen Kunckel
Jürgen Kunckel, auch latinisiert Georgius Kunckel (* wohl 1634 in Stockholm; † nach 1678) war ein Lübecker Maler.
Der aus Stockholm stammende Kunckel wurde 1664 Bürger und Freimaler in Lübeck. Er war also von der Zwangsmitgliedschaft im Maleramt befreit und von 1669 bis 1676 als Kirchenmaler an der Lübecker Marienkirche tätig. Kunckel war Lehrer des Malers Johann Heinrich Schwartz.

## Werke
- Das Gemälde Auferweckung von Jairi Töchterlein befand sich noch um 1929 im Kanzleigebäude in Lübeck, später im Dommuseum, dort 1942 beim Luftangriff auf Lübeck verbrannt[1]
- ein Bild in der Lübecker Burgkirche ist bis zu deren Abriss 1819 dokumentiert; der weitere Verbleib ist unbekannt
- 1677: Altargemälde für die alte St.-Lorenz-Kirche, heute in der Georgskapelle in Bad Schwartau
- unsicher: 1687 Deckengemälde der Kirche von Eksjö, heute im Staatlichen historischen Museum in Stockholm[2]